# 蝙蝠俠之子
《蝙蝠俠之子》（英語：Son of Batman）是一部2014年錄影帶首映的超級英雄動畫電影，DC动画电影宇宙的第三部作品。改編自Grant Morrison和Andy Kubert於2006年的《蝙蝠俠與兒子》。本電影於2014年4月22日開放數位下載，並於2014年5月6日發售DVD。本片由賈森·奧馬拉再次配音蝙蝠俠。

## 劇情
電影開始於影武者聯盟總部，年老的忍者大師對外孫子戴米安·韋恩表示以後戴米安將代替他成為影武者聯盟的領導人，並改善世界。突然，一群叛徒忍者兵和幾台直升機襲來，忍者大師和女兒塔莉娅、戴米安分開行動對付敵人。忍者大師在宅邸中發現原來是前任徒弟史萊德·威爾森發動的叛變。原來忍者大師本來認定史萊德是聯盟的優秀繼承人，直到他發覺了「蝙蝠俠」布魯斯·韋恩，雖然蝙蝠俠拒絕了忍者大師，兩人也成了敵人。後來塔莉娅和蝙蝠俠發生了關係而生下了戴米安·韋恩，塔莉娅便將他接回聯盟照顧，培訓成為優秀的刺客。然而史萊德感到被出賣，因此才會帶領大批訓練有素的忍者士兵襲擊影武者聯盟。在忍者大師和史萊德交手時，忍者大師遭到致命的燒傷，使得戴米安憤怒地刺傷了史萊德的右眼，史萊德離開後戴米安到了地下發現原想到拉撒路池水復傷的忍者大師已經斷了氣，來不及碰到池水。塔莉娅隨後決定到高譚市去讓兒子去見他的父親「蝙蝠俠」。
在高譚市，蝙蝠俠正對付著已沉迷於類固醇和利用誘變劑長出了尾巴的鱷魚人，當蝙蝠俠快要被鱷魚人咬死時，塔莉娅及時出現救了蝙蝠俠。後來在遊艇上塔莉娅告訴他自己的父親已死和兩人的孩子戴米安的存在，離開後蝙蝠俠成了負責照顧戴米安的人。回到蝙蝠洞，蝙蝠俠布魯斯要阿福好好服侍他，而布魯斯也察覺戴米安其實很有天分。但戴米安卻充滿著報復史萊德的怨很，布魯斯告訴他不能殺人。
忍者大師曾聘請柯克博士研造和提升蝙蝠人的藥劑，因使「喪鐘」史萊德·威爾森將柯克和其妻女弗朗辛與麗貝卡抓走作為人質，並迫使博士加快他的工作。同時，蝙蝠俠從鱷魚人口中得知誘變劑的來源是來自柯克的家中。在那裡，他發現一個突變的長翅猿猴，在打倒牠時一架無人機將房子破壞了。蝙蝠俠弄破水塔後，他撿起手裡劍推斷這是喪鐘的陰謀。在其他地方，塔莉娅則被喪鐘給抓了。
之後戴米安獨自跑出去找喪鐘的手下烏布，但在將對方成重傷後仍得不到關於喪鐘的消息，戴米安打算殺死他時，蝙蝠俠的盟友夜翼現身阻止了他，使得憤怒的戴米安向前和夜翼戰鬥，夜翼雖然受了不輕傷但仍將戴米安綁住並通知蝙蝠俠一聲把他帶回蝙蝠洞。蝙蝠俠指責戴米安的魯莽和寧願殺人，布魯斯表示復仇這念頭自己每天都有，但不能以暴制暴。蝙蝠俠為了管教他而讓戴米安成為了羅賓，一起出擊，依高登局長的情報兩人前往一間廢棄的遊樂場，因為推測喪鐘的刺客很有可能在那。蝙蝠俠和戴米安到達遊樂場時，發覺有忍者兵在巡邏，蝙蝠俠表示要神不知鬼不覺地行動，但戴米安卻破了功，引來了敵人且也讓柯克博士逃走。在擊敗了多數隻襲來的蝙蝠人後兩人和博士又回到了蝙蝠洞，因為他們知道喪鐘的目的是要求柯克研發具有飛行和聲納能力的忍者蝙蝠人。柯克則在蝙蝠洞中由夜翼監視研發解藥，而蝙蝠俠和戴米安飛往亞洲的城堡營救柯克的家人弗朗辛和麗貝卡，搶救時間蝙蝠俠發現塔莉娅早已被喪鐘拷打且帶走，救出弗朗辛和麗貝卡時麗貝卡偷偷將喪鐘要求她託戴米安的通訊器交給他，戴米安才曉得想要回母親塔莉娅就必須單獨到喪鐘那裡。
夜翼要蝙蝠俠通話得知喪鐘是在一個英國海岸的石油鑽井平台上，而這個消息則被戴米安偷聽到了使他獨自前往。戴米安潛入石油鑽井平台後發現母親在地下開挖的拉撒路池水旁被喪鐘挾持，在喪鐘使戴米安遭到危險時蝙蝠俠及時出現阻止。喪鐘便呼叫頭頂天花板的蝙蝠人上前殺光他們，蝙蝠俠利用噪音將蝙蝠人們嚇跑，而喪鐘則被蝙蝠俠打倒後逃走。蝙蝠俠將重傷的塔莉娅泡入池水中治癒。戴米安追上去和喪鐘展開激烈對決，最終擊敗了對方且拒絕殺死喪鐘，戴米安表是因為他是蝙蝠俠的兒子，而後蝙蝠俠、塔莉娅和戴米安被夜翼的飛機救出，柯克則在飛機上發射解藥飛彈將大量的蝙蝠人恢復成人形，喪鐘則是生死未卜。夕陽西下，蝙蝠俠和塔莉娅爭論照顧戴米安，蝙蝠俠回應說，現在達米安是羅賓，他將留在蝙蝠俠身旁，而戴米安則決定要跟著父親。最後兩人便目送著塔莉娅離去。

## 演員
- 賈森·奧馬拉 配音 「蝙蝠俠」布魯斯·韋恩（「Batman」Bruce Wayne）[9]
- 史圖爾特·艾倫 配音 「羅賓」達米安·韋恩（「Robin」Damian Wayne）[9]
- 莫雷纳·巴卡林 配音 塔莉亞·奧·古（Talia al Ghul）[9]
- 吉安卡洛·伊坡托 配音 忍者大師（Ra's al Ghul）[9]
- 撒坦爾·伯克利 配音 柯克·朗斯通博士[9]
- 湯瑪斯·吉勃遜 配音 「喪鐘」史萊德·威爾森（「Deathstroke」Slade Wilson）[9]
- 大衛·麥卡勒姆 配音 阿福（Alfred Pennyworth）[9]
- 迪伊·布拉德利·貝克 配音 蝙蝠人（Man-Bat）[9]
- 肖恩·馬希爾 配音 「夜翼」迪克·格雷森（「Nightwing」Dick Grayson）[9][10]
- 黛安·米歇爾 配音 弗朗辛·蘭格羅姆（Francine Langstrom）[9]
- 安德烈·羅馬諾 配音 兩位士兵[9]
- 佛瑞德·塔塔薛瑞 配音 「殺手鱷」韋倫·瓊斯（「Killer Croc」Waylon Jones）[8][9]
- 布魯斯·湯瑪斯 配音 戈頓局長（Commissioner James Gordon），[10]烏布（Ubu）[9]
- 卡里·沃爾格倫 配音 麗貝卡·蘭格羅姆（Rebecca Langstrom）[9]

## 原聲帶
《蝙蝠俠之子》的電影配樂發布於2014年5月20日，音樂是由Frederik Wiedmann編成。

### 曲目列表
| 蝙蝠俠之子（DC宇宙動畫電影原聲大碟） | 蝙蝠俠之子（DC宇宙動畫電影原聲大碟）                 | 蝙蝠俠之子（DC宇宙動畫電影原聲大碟） |
| 曲序                                 | 曲目                                                 | 时长                                 |
| ------------------------------------ | ---------------------------------------------------- | ------------------------------------ |
| 1.                                   | Son of Batman                                        | 0:56                                 |
| 2.                                   | Peace and War                                        | 2:13                                 |
| 3.                                   | Deathstroke’s Army                                   | 3:41                                 |
| 4.                                   | Ashes to Ashes                                       | 4:59                                 |
| 5.                                   | Gotham Crimes                                        | 2:21                                 |
| 6.                                   | Souvenirs d’une Liaison                              | 1:34                                 |
| 7.                                   | Damian                                               | 1:03                                 |
| 8.                                   | Gotham City                                          | 1:13                                 |
| 9.                                   | Call Me Deathstroke                                  | 2:40                                 |
| 10.                                  | Ninjas                                               | 1:57                                 |
| 11.                                  | Asylum Interrogations                                | 1:50                                 |
| 12.                                  | Ambushed（Limited edition's exclusive track）        | 1:54                                 |
| 13.                                  | Rogue                                                | 3:45                                 |
| 14.                                  | Great Shoes to Fill                                  | 2:51                                 |
| 15.                                  | Man-Bats                                             | 1:42                                 |
| 16.                                  | The Spoiled Son（Limited edition's exclusive track） | 2:05                                 |
| 17.                                  | Father and Son                                       | 1:52                                 |
| 18.                                  | Damian’s Mission                                     | 2:41                                 |
| 19.                                  | Off to Scotland                                      | 2:52                                 |
| 20.                                  | Stand-Off                                            | 2:19                                 |
| 21.                                  | Dr. Langstrom’s Rescue                               | 2:36                                 |
| 22.                                  | Father Saves Son                                     | 2:12                                 |
| 23.                                  | The Duel                                             | 2:25                                 |
| 24.                                  | The Fall of the Empire                               | 1:51                                 |
| 25.                                  | Damian’s Blade                                       | 2:52                                 |
| 26.                                  | Farewell                                             | 2:12                                 |
| 27.                                  | End Credits                                          | 4:23                                 |
| 总时长：                             | 总时长：                                             | 65:52                                |

## 外部連結
- 互联网电影数据库（IMDb）上《Son of Batman》的资料（英文）